# COLLY
COLLY — американський рок-гурт, заснований 2017 року в Цинциннаті. За 2 роки існування гурт видав 1 студійний альбом та 2 сингли. основну популярність колективу приніс сингл «Shelter Me», виданий 2018 року.

## Історія
Більшість учасників гурту були знайомі ще від шкільних часів. Вокаліст та басист гурту розпочали творчу кар'єру ще під час навчання в 4 класі. У 2014 році всі учасники гурту об'єднались у гурт «Violent Kind», проіснувавши під такою назвою 3 роки та записавши 2 міні-альбоми «Left With Nothing» та «MMVIII», після чого її було змінено на «COLLY».
У серпні 2018 року відбулася прем'єра синглу та відео до пісні «Shelter me», після чого розпочалися перші згадки гурту у пресі.
22 березня 2019 року вийшов дебютний повноформатний альбом «I Can't Sleep At Night» разом із кліпом до пісні «Loaded».

## Стиль виконання
Згідно із інформацією на facebook-сторінці гурту, на їхню творчість вплинула музика гуртів: Manchester Orchestra, Green Day, Suicidal Tendencies, Death Cab for Cutie та The All-American Rejects. Раннє звучання колективу має схильність поп-панку та емо. Натомість після «переродження» в COLLY воно набуває більш жорсткого відтінку та є наближенням до інді-року, панк-року та пост-гранжу.

## Склад гурту
- Джейк Холлен — вокал
- Ендрю Хопкінс — ударні
- Колін Ленгтон — гітара
- Ентоні «Тоні» Морік — гітара
- Кріс Макгрет — бас, бек-вокал

## Дискографія

### Альбоми
- «Left With Nothing» Violent Kind, (2014)
- «MMVIII» (Violent Kind, 2015)
- «I Can't Sleep At Night» (2019)

### Сингли
- «Shelter me» (2018)
- «Loaded» (2019)

### Відеокліпи
- «Ghost» (Violent Kind, 2015)
- «Shelter me» (2018)
- «Loaded» (2019)